# 4. divertimento (Mozart)
Wolfgang Amadeus Mozart No. 4-es D-dúr divertimento című alkotását (K. 205 (173a)) 1773 őszén, Bécsben a következő hangszerekre komponálta: hegedű, brácsa, fagott, nagybőgő és két kürt.
Mozart életrajzírói feltételezik, hogy különleges alkalomra komponálta.
Tételei:
1. Largo – Allegro
2. Menuetto
3. Adagio
4. Menuetto
5. Finale. Presto

Joseph Haydn hatásával találkozunk ebben a művében is, amelyhez ezúttal a bécsi szerenádzenék közkeletű stílusjegyei társulnak.
Burney, a világutazó angol kutató, aki Mozart korának európai zenéjét és zenészeit személyes élmény alapján ismerte, útinaplójában beszámol azokról a szerenádokról és cassatiókról, amelyeket úton-útfélen hallani Bécsben az utcákon, vagy a kávéházak teraszain. Elképzelhető, hogy a bécsi utcán kóborló muzsikusok számára íródott ez a mű is.
Az első tételt bevezető Largo például tipikusan bécsi szerenád-formára vall, a gyors főtétel szerkesztéséhez azonban, akárcsak a két menüett megoldásához, Joseph Haydn nyújtott előképet. A harmadik helyen álló lassú tételt vonóstrió szólaltatja meg, de lényegében hegedűszólóra szánta Mozart – ismét Haydn 1771-es vonósnégyesei lassú tételeinek tanulságát vonta le. De az idősebb pályatárs hatását mutatja a finálé variációs felépítése is. Itt a hangszerelés az olasz concertók mintáját követi: valamennyi hangszer részese lehet a mondanivaló interpretálásának.